# Crandon (Wisconsin)
Crandon település az Amerikai Egyesült Államok Wisconsin államában, Forest megyében, melynek megyeszékhelye is. Lakosainak száma 1713 fő (2020. április 1.).

## Népesség
A település népességének változása:

| 2010 | 1 920 |
| 2020 | 1 713 |